# Фейербах, Генриетта
Генриетта Фейербах (нем. Henriette Feuerbach, урожд. Henriette Lisette Carolina Christiana Heydenreich, * 13 августа 1812 г. Эрмецхофен, Эргерсхайм, † 5 августа 1892 г. Ансбах) — немецкая писательница и издатель. Супруга археолога и филолога, знатока и исследователя древних языков Йозефа Ансельма Фейербаха. Её приёмным сыном был художник Ансельм Фейербах.

## Жизнь и творчество
Родилась в семье священника Иоганна Александра Хейденрейха (1754—1814), была третьим ребёнком в семье и единственной дочерью. Детство прошло в Ансбахе. Вместе со своими братьями Фридрихом Вильгельмом (ставшим впоследствии врачом) и Христианом (будущим судьёй) получила классическое образование — изучала латынь, древнегреческий язык и музыку. 13 апреля 1834 года вступает в брак с Йозефом Ансельмом Фейербахом, овдовевшим в 1830 году. Семья (включая двух детей Йозефа Ансельма от первого брака, с Эмилией и Ансельмом), живёт сперва во Фрейбурге, а затем в Гейдельберге. Генриетта даёт уроки музыки, руководит хором, дома организует музыкальный салон, на котором выступают Иоганнес Брамс и Клара Шуман. В 1851 году Генриетта, совместно с Германом Хеттнером, выпускает в четырёх томах неизданные ранее сочинения её скончавшегося мужа, частично их переработав. В 1866 году она выпускает сочинения и жизненные портреты Иоганна Петера Уза и Иоганна Фридриха фон Кронегка — двух сочинителей XVIII столетия из Франконии. Генриетта Фейербах становится автором многочисленных газетных и журнальных статей и рецензий по литературной тематике.
Генриетта была в течение всей своей жизни добрым гением для своего приёмного сына, художника Ансельма Фейербаха, его меценатом и постоянной поддержкой. В 1882 году она издаёт книгу «Завещание» (Ein Vermächtnis), в которой излагает жизнь живописца и даёт оценку его творчеству. Это произведение Г.Фейербах в течение длительно времени имело у читателей большой успех. После смерти Ансельма Генриетта израсходовала значительную часть своего состояния, приобретя многие работы Ансельма Фейербаха и затем организуя в разных городах выставки этих его работ — в том числе и в Берлине.

## Сочинения

### Литературные работы
- Мысли о благородстве чувств у женщин. Небольшие наблюдения из женской комнаты о женском характере (Gedanken über die Liebenswürdigkeit der Frauen. Ein kleiner Beitrag zur weiblichen Characteristik von einem Frauenzimmer). Campe, Nürnberg 1839 (Digitalisat bei Google Books)
- Воскресные потребности. Книга для женщин от автора «Мыслей о благородстве чувств у женщин» (Sonntagsmuße. Ein Buch für Frauen von der Verfasserin der «Gedanken über die Liebenswürdigkeit der Frauen»). Campe, Nürnberg 1845 (Digitalisat bei Google Books)
- Уз и Кронегк. Два франконских поэта из прошедшего столетия. Проба в биографии. (Uz und Cronegk. Zwei fränkische Dichter aus dem vorigen Jahrhundert. Ein biographischer Versuch.) Engelmann, Leipzig 1866 (Digitalisat bei Google Books)

### Издательская работа
- Неизданное из сочинений Ансельма Фейербаха в 4-х томах (Nachgelassene Schriften von Anselm Feuerbach. In vier Bänden). т. 1: Жизнь Ансельма Фейербаха, письма и стихотворения (Anselm Feuerbach’s Leben, Briefe und Gedichte).[3] Vieweg und Sohn, Braunschweig 1853 (Digitalisat bei Google Books)
- Anselm Feuerbach: Ein Vermächtnis. Gerolds Sohn, Wien 1882 (дигитальное новое издание: 20.-24. Auflage (Meyer & Jessen, Berlin 1912) также 34. Auflage (1913) в Internet Archive).

### Переписка
- Charlotte von Dach (изд.): Йозеф Виктор Видман. Переписка с Генриеттой Фкйкрбах и Рикардой Хух (Josef Viktor Widmann. Briefwechsel mit Henriette Feuerbach und Ricarda Huch). введение Max Rychner.

## Дополнения
- Фейербах, Генриетта в Немецкой национальной библиотеке.
- Общество Людвига Фейербаха, Нюрнберг (Ludwig-Feuerbach-Gesellschaft Nürnberg e. V.)